# L'Hospitalet Atletisme
L'Hospitalet Atletisme és un club d'atletisme de l'Hospitalet de Llobregat fundat el 1993.
L'entitat va néixer arran d'una escissió entre l'AE l'Hospitalet i el CG Barcelonès que anteriorment havien estat units durant dos anys amb el nom de CGB-l'Hospitalet, amb l'objectiu de difondre la pràctica atlètica a la ciutat i arribar a totes les escoles, però sense oblidar l'atletisme d'elit. El 1997 es fusionà amb la secció d'atletisme del CN Barcelona i passà a anomenar-se Transports T2-L'Hospitalet Atletisme-CN Barcelona, entitat a la qual es van sumar també entrenadors i atletes del CG Barcelonès que ja hi havien estat anteriorment. El 2005 el CN Barcelona se separa. El quart lloc aconseguit en la Lliga estatal femenina del 2004 fou el millor resultat del club, que es mantingué en l'elit estatal i catalana. Entre els atletes que han passat pel club destaquen Laia Forcadell, Toni Lanau, Lluís Comellas, Mònica Jofresa, Míriam Ortiz, Marina Bagur, Victòria Sauleda o Maria Vicente, atleta local campiona del món sub-18 el 2017. La darrera atleta destacada en passar pel club va ser Sara Gallego, que va deixar l'entitat el desembre de 2021 per fitxar pel CA Nike Running. El 2017 l'ISS - L'Hospitalet d'atletisme masculí pujà a Divisió d'Honor, l'elit de l'atletisme de la RFEA, després de quedar com a segon classificat a la final de Primera Divisió. Amb aquest ascens, l'atletisme català aconseguí situar dos equips en l'elit, al costat del FC Barcelona. Durant la temporada 2021, l'equip masculí de L'Hospitalet Atletisme va baixar de categoria en la final de permanència a l'estadi Vallehermoso de Madrid.

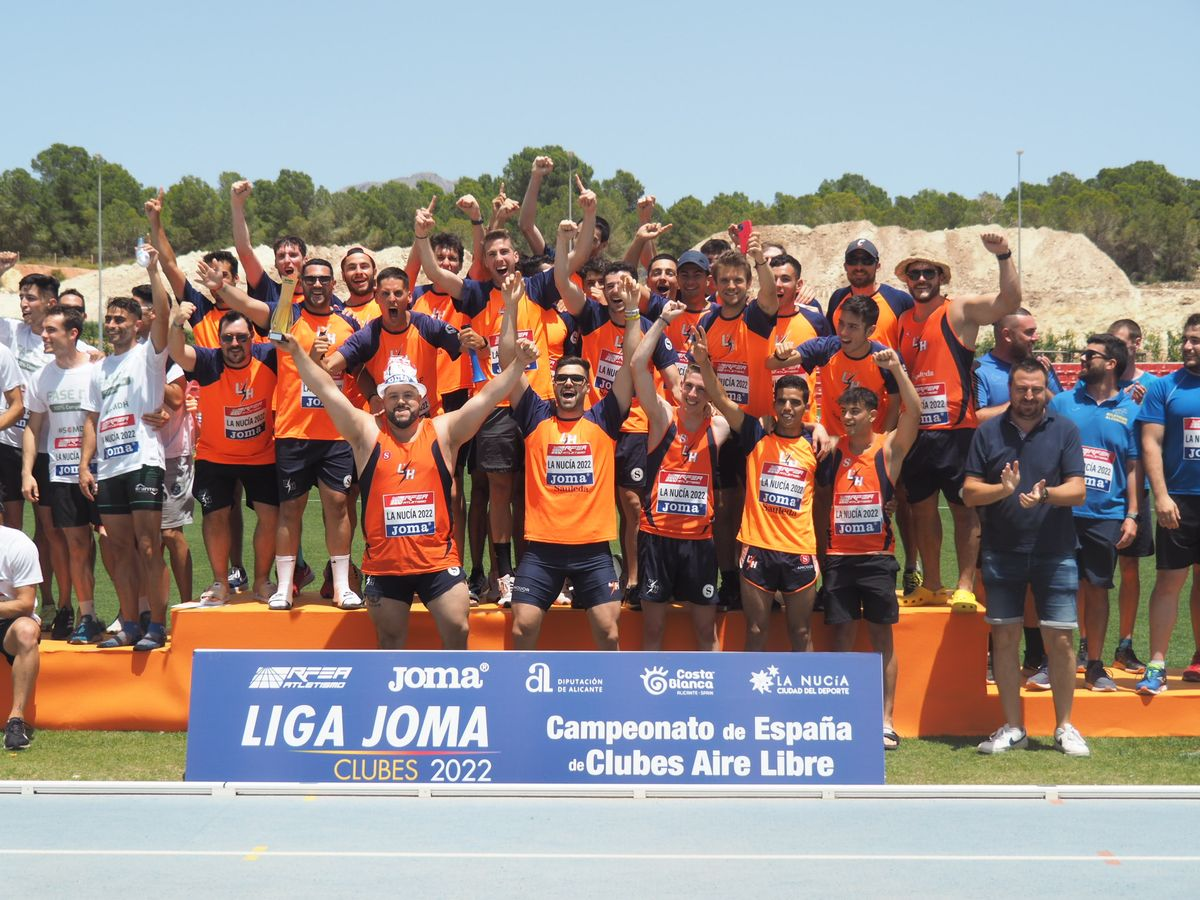
L'Hospitalet Atletisme masculí va pujar a Divisió d'Honor el 12 de juny del 2022

La temporada 2022, L'Hospitalet Atletisme va aconseguir de nou l'ascens a Divisió d'Honor de l'atletisme estatal en categoria masculina, a la vegada que aconseguia la salvació en categoria femenina. D'aquesta manera, la temporada vinent competiran ambdós grups a Divisió d'Honor d'Espanya. A més a més, aquest mateix any, l'equip masculí de 4x400 m format per Javi Lorente, Joan Moreno, Ignacio Flaquer i Dani Ponce van aconseguir la medalla de plata en el Campionat d'Espanya absolut celebrat a Nerja, amb una marca de 3:10.05. Des de l'any 2020, la marca ISS ja no patrocina el club.